# Грэхем (циклон)
Грэхем (англ. Cyclone Graham) — тропический шторм в сезоне австралийских циклонов 2002—2003 годов, прошедший по северо-западной части Австралии в конце февраля — начале марта 2003 года.
Шторм сформировался в области сильного атмосферного возмущения вышедшей 23 февраля с континента тропической волны тёплого воздуха. В результате взаимодействия волны с муссонной ложбиной спустя несколько дней образовалась область низкого давления с устойчивой конвекцией, которая к 27 февраля усилилась до интенсивности циклона первой категории по Австралийской шкале классификации (фаза тропического шторма по шкале Саффира — Симпсона). В последующие часы шторм медленно смещался на восток-юго-восток, затем повернул почти строго на юг и, достигнув пиковых штормовых характеристик, 28 февраля 2003 года вторгся на территорию Западной Австралии. После контакта с сушей Грэхем стал быстро ослабевать, к началу суток 1 марта выродившись в обычную область низкого давления.
Тропический циклон Грэхем стал причиной проливных дождей и сильного ветра в западной части Австралии, в результате которых возникли локальные паводки и погиб один человек.

## Метеорологическая история

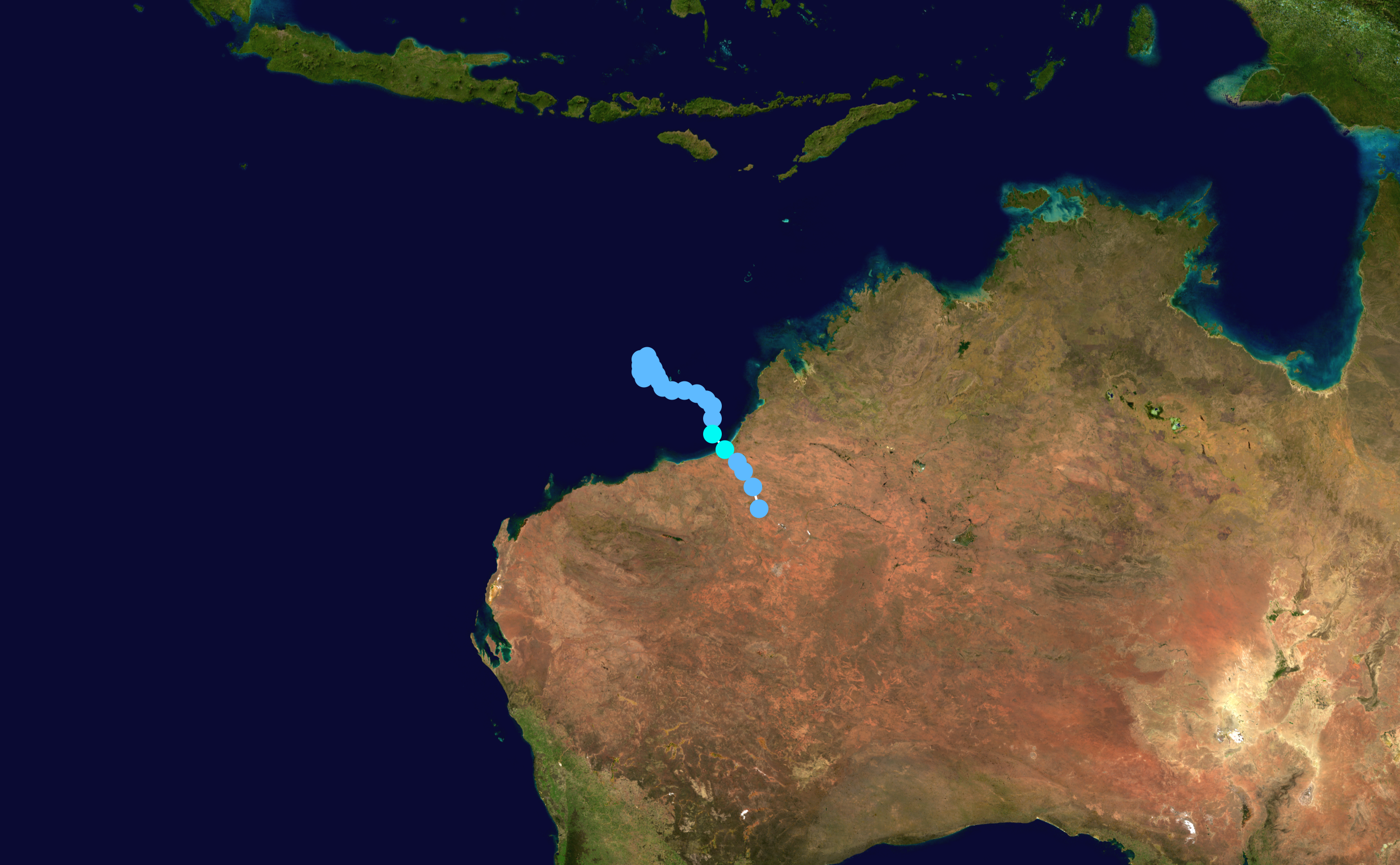
Траектория движения Циклона Грэхем

23 февраля 2003 года над северо-западной частью австралийского континента образовалась тропическая волна с глубокой ложбиной низкого давления. К концу дня область атмосферного возмущения сместилась в открытый океан в северной части Австралии, а 25 февраля в ложбине образовался центр тропического циклона с устойчивыми ветровыми завихрениями вокруг него. Несмотря на то, что циклон находился в зоне с неблагоприятными для его дальнейшего развития сдвигами ветра, специалисты Австралийского метеорологического бюро с 26 февраля 01:00 часов по всемирному координированному времени начали выпускать штормовые предупреждения. 27 февраля в 7 часов утра по UTC сотрудники Объединённого американского военно-морского центра по предупреждению тайфунов зарегистрировали устойчивую скорость ветра в циклоне, составившую 80 км/ч, что позволило констатировать образование тропического шторма в нескольких сотнях миль к северу-северо-востоку от города Порт-Хедленд. Через несколько часов Центр выпустил первое предупреждение по тропическому шторму Грэхем.
С момента своего образования под воздействием сильного муссона на западе шторм постепенно менял направление движения с северного на восточное и затем на юго-восточное. В конечном итоге под влиянием обширной зоны постоянно действующего северного антициклона, Грэхем поменял вектор перемещения на южный, то есть развернулся почти на 180 градусов по сравнению с первоначальным направлением движения. Согласно сводкам Объединённого Центра по предупреждению тайфунов шторм достиг пика интенсивности поздно вечером 28 февраля, устойчивая скорость ветра при этом составила 85 километров в час.
28 февраля в 14 часов дня по всемирному координированному времени Грэхем обрушился на побережье Западной Австралии в районе Восьмидесятимильного пляжа, после чего интенсивность тропического циклона резко пошла на спад. Шторм расформировался в начале суток 1 марта, последняя метеорологическая сводка Австралийского метеорологического бюро по Грэхему была выпущена в 4 часа утра по UTC, а спустя два часа последнюю сводку по шторму опубликовал и Объединённый Центр по предупреждению тайфунов. Остатки тропического циклона рассеялись над пустыней Западной Австралии.

## Подготовка к встрече и вторжение
Перед подходом Циклона Грэхем было объявлено штормовое предупреждение для населённых пунктов Уоллэл, Сэндфайр, Пунму, Тилфер и для районов Лагрейндж-Бей, Парду и Коттон-Крик.
В Западной Австралии шторм стал причиной проливных дождей и ветра штормовой силы. За одну ночь в Тилфере выпало больше половины среднегодичного уровня осадков (163 миллиметра). Сильные осадки вызвали локальные паводки и закрытие всех автомобильных дорог в районе небольшого городка Фицрой-Кроссинг. Недалеко от города в районе Блу-Буш-Крик двое мужчин пытались перебраться через разлив и были сметены в реку. Обоих удалось вытащить из воды, однако один из мужчин скончался до прибытия спасательной службы.
Циклон Грэхем не нанёс серьёзного ущерба Западной Австралии, однако его собственное имя было выведено из повторяющегося списка названий циклонов бассейна Австралазии и закреплено за штормом навечно.